# Negotino
Negotino (in macedone Општина Неготино?) è un comune urbano della Macedonia del Nord di 19 212 abitanti (dati 2002). La sede comunale è nella località omonima.

## Geografia fisica
Il comune confina con Štip a nord, con Rosoman e Gradsko a ovest, con Konče e Demir Kapija a est e il Kavadarci a sud.

## Società

### Evoluzione demografica
Secondo il censimento nazionale del 2002 questo municipio ha 19 212 abitanti. I principali gruppi etnici includono:
- Macedoni: 17 768
- Serbi: 627
- Rrom: 453
- Turchi: 243

## Località
Il comune è formato dall'insieme delle seguenti località:
- Brusnik
- Vešje
- Vojšanci
- Gorni Disan
- Dolni Disan
- Dubrevo
- Janoševo
- Kalanjevo
- Krivolak
- Kurija
- Lipa
- Pepelište
- Pešternica
- Timjanik
- Tremnik
- Crveni Bregovi
- Djidimirci
- Šeoba
- Dubrevo
- Janoševo
- Kalanjevo
- Krivolak
- Kurija
- Negotino (sede comunale)

## Fonti
(MK) NASELENIE VO REPUBLIKA MAKEDONIJA NA 30.06.2010 GODINA, PO POL (TERITORIJALNA ORGANIZACIJA OD 2004 GODINA) [Popolazione nella Repubblica di Macedonia al 30.06.2010, per genere (organizzazione territoriale dal 2004)] (PDF), su stat.gov.mk,  p. 16. URL consultato il 21 novembre 2023 (archiviato il 6 novembre 2022).